# Junkers Jumo 223
Lo Junkers Jumo 223 era un motore aeronautico sperimentale a 24 cilindri a pistoni contrapposti, a ciclo Diesel a due tempi e raffreddamento a liquido, progettato dalla tedesca Junkers Flugzeug und Motorenwerke AG nel 1939.

## Descrizione tecnica
Lo Jumo 223 era formato dalla connessione meccanica di quattro Jumo 207, con le bancate da sei cilindri disposte in una configurazione romboidale, con i quattro alberi a gomiti collocati ai quattro vertici del rombo ed ai quali erano collegati i 48 pistoni.
Benché sia rimasto solamente a livello di prototipo alcune fonti sostengono che sia stato confiscato nell'avanzata dell'armata rossa e che, una volta in patria, venne fatto oggetto di sviluppo da parte degli scienziati sovietici.
Una simile configurazione, detta Deltic (o a Delta) venne adottata per equipaggiare imbarcazioni della Royal Navy e in un motore ferroviario britannico, il Napier Deltic.

## Motori comparabili
Napier Deltic (motore ferroviario)